# Кучборк-Осада (гміна)
Гміна Кучборк-Осада (пол. Gmina Kuczbork-Osada) — сільська гміна у центральній Польщі. Належить до Журомінського повіту Мазовецького воєводства.
Станом на 31 грудня 2011 у гміні проживало 4914 осіб.

## Територія
Згідно з даними за 2007 рік площа гміни становила 121.64 км², у тому числі:
- орні землі: 78.00%
- ліси: 16.00%

Таким чином, площа гміни становить 15.11% площі повіту.

## Населення
Станом на 31 грудня 2011:
| Опис     | Загалом | Загалом | Чоловіки | Чоловіки | Жінки | Жінки |
| -------- | ------- | ------- | -------- | -------- | ----- | ----- |
| одиниця  | осіб    | %       | осіб     | %        | осіб  | %     |
| все      | 4914    | 100     | 2427     | 49.39    | 2487  | 50.61 |
| міське   | 0       | 100     | 0        |          | 0     |       |
| сільське | 4914    | 100     | 2427     | 49.39    | 2487  | 50.61 |

## Сусідні гміни
Гміна Кучборк-Осада межує з такими гмінами: Дзялдово, Журомін, Ліповець-Косьцельни, Любовідз, Плосьниця, Шренськ.